# Thaldorf (Kelheim)
Thaldorf ist ein Kirchdorf und Gemeindeteil der Kreisstadt Kelheim des gleichnamigen Landkreises im Regierungsbezirk Niederbayern.

## Geographie
Thaldorf liegt im südlichen Gebiet der Stadt.

## Kirchen
- Die Katholische Filialkirche Mariä Opferung in Thaldorf wurde 1876 nach Abriss der alten Kirche erbaut und im Folgejahr eingeweiht, lediglich der Zwiebelturm blieb erhalten.[2]

## Vereine
- Waldbesitzervereinigung Kelheim-Thaldorf e.V.
- Freiwillige Feuerwehr Thaldorf gegründet 1873[3]
- Krieger- und Soldatenverein Thaldorf gegründet 1922[4]
- Schützenverein Schützenliesl Thaldorf e. V. gegründet 1954[5]
- SC Thaldorf e. V. gegründet 1968.[6]

## Wirtschaft
- Eder Kies GmbH Thaldorf
- Inoxicon GmbH
- Baustoffe Berr GmbH

## Bildung
- Eduard-Staudt-Schule – Sonderpädagogisches Förderzentrum Kelheim[7]

## Verkehr
Die Buslinien VLK 6034 und 6052 der Regionalbus Ostbayern GmbH bedienen zwei Haltestellen im Ort.

## Persönlichkeiten
- Friedrich L. Bauer (1924–2015), Professor und Pionier der Informatik.